# Teti
Teti, řecky Othoés, byl prvním egyptským faraonem 6. dynastie. Vládl přibližně v letech 2305–2279 př. n. l.. Na trůn nastoupil po posledním králi 5. dynastie, Venisovi. Za jakých okolností se na trůn Teti dostal, není známo. Předpokládá se, že mezi smrtí Venise a nástupem Tetiho na trůn byla časová přetržka, nicméně úřednická vrstva nástupnictví zřejmě podpořila. Teti nebyl Venisovým synem, ale možná byl jeho zetěm.. H. Altenmüller (německý egyptolog) za Tetiho otce uvádí Venisova úředníka (vezíra) Schepsipuptaha a Venisovy dcery Iput vycházeje z nápisů v hrobce Mehua.

## Vláda
O Tetiho vládě a jeho činech není příliš mnoho známo. Poskytl výsady chrámu v Abydu a podílel se na rozvoji uctívání bohyně Hathory v Dendeře. O rozvinutém obchodu za jeho vlády svědčí importy z Byblu a Puntu. Délka jeho vlády není známa, uvádí ji pouze Manehto a stanovuje ji na 30 let. Víc je toho známo i o jeho několika hodnostářích. V době jeho vlády musely panovat velmi neutěšené poměry. Na konci své vlády byl možná zavražděn uzurpátorem Veserkarem, který jej vystřídal na trůně. Manehto tvrdí, že Tetiho zabila jeho vlastní tělesná stráž. Po krátké vládě se však po Veserkareovi doslova slehla zem.

## Rodina
Jeho matka se jmenovala Sešsešet. Měl několik manželek. Vzal si dceru svého předchůdce Unase, Iput I., jeho další známá manželka byla například Chuit, možná matka jeho nástupce Veserkarea. Měl celkem 3 syny a 9, nebo 10 dcer. Všechny své dcery pojmenoval po své matce. Tyto dcery pak měly ještě druhé jméno, aby se daly odlišit – v egyptštině rn-nfr (doslova krásné jméno).
Jeho synové s Iput:
- Pepi I.
- Nebkauhor

Jeho synové s Iput:
- Veserkare
- Tetianchkem

Jeho dcery s Iput:
- Sešsešet Watetchethor (manželka Mereruky, nejstarší dcera Iput I.)
- Sešsešet Nubchetnebty (manželka Kagemniho)
- Sešsešet Idut (zemřela velmi malá)
- Sešsešet Sathor (manželka Isiho)

Jeho dcery s Chuit:
- Sešsešet Šešit (manželka Nefersešemptaha, nejstarší dcera Chuit)

Dcery neznámých žen:
- Sešsešet Šešti (manželka Šepsipuptaha)
- Sešsešet Merout (nejstarší dcera své matky, manželka Ptahemhata)
- Sešsešet (manželka Remniho)
- Sešsešet (manželka Pepyancha)
- Další neznámého jména (manželka Pepiho I.)

## Tetiho významní hodnostáři
- Kagemni, vezír,[4] velekněz Reova kultu, jeho ženou byla Tetiho dcera, Nubchetnebty
- Mereruka, vezír,[4] velekněz Reova kultu, jeho ženou byla Vatetchethor,[10] panovníkova nejstarší dcera[4]
- Nefersešemptah,[13] jeho ženou byla Tetiho dcera, Šešit
- Šepesipuptah,[12] jeho ženou byla Tetiho dcera, Šešti
- Veni z Abydu

Protože Teti patrně nepocházel z hlavní královské linie předcházející dynastie, opíral se o úzkou skupinu věrných hodnostářů. První čtyři výše jmenované oženil se svými dcerami. Příznačné je, že za Tetiho panování rostl počet úředníků i kněží.

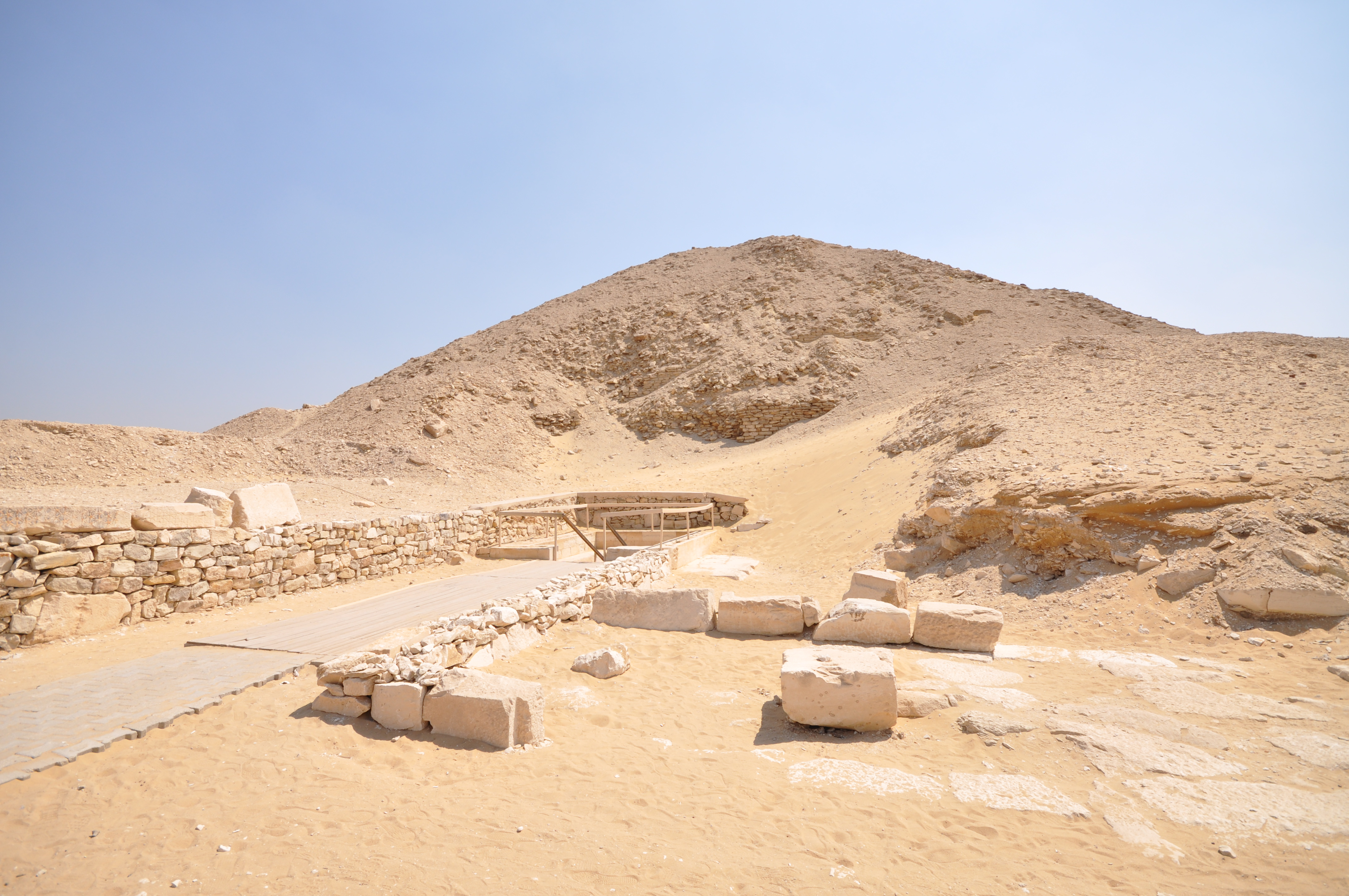
Pyramida Teti

## Tetiho stavby
- Búbastis (kaple-ka)
- Héliopolis (karcitový obelisk)
- Protože se ve Venisově zádušním chrámu našly nápisy na žulových blocích u vchodu do chrámu s Tetiho jménem, předpokládá se, že tento svatostánek nechal Teti dostavět.[11]
- V Héliopoli byl objeven fragment obelisku.[11] Díky hieroglyfickému nápisu je přisuzován (i když to není dokázáno nade vší pochybnost) Tetimu. Jedná se sice o nejstarší obelisk v tomto městě, ale v blízkosti Inebuhedže (Mennoferu, řeckého Memfisu) na abúsírském pohřebišti ve slunečních chrámech jsou ještě o víc než století starší obelisky. Tyto obelisky však nejsou monolitní, ale postavené z kamenných bloků.

## Králova hrobka
Teti si svoji hrobku, pyramidu, nechal postavit v Sakkáře, několik set metrů od známé stupňovité pyramidy krále Džosera. Tetiho pyramida byla poměrně malá, měřila asi 43 metrů, její základna měla rozměry 64×64 metrů. Dodnes se z ní zachovala pouze hromada kamení a štěrku. Byla postavena z nepečlivě opracovaných kvádrů z žuly. Zbytky její vnitřní části také nejsou příliš dobře zachovalé, značně je poškodili lupiči a čas. Z Tetiho pyramidy se nám však zachovala velká část Textů pyramid, jimiž byla jeho hrobka vyzdobena. Překvapivě se zde zachoval i králův sarkofág. Kolem Tetiho pyramidy je pohřbena většina hodnostářů z jeho doby. Některé z nich ale byly záměrně zničeny ještě za panovníkovy vlády. To může znamenat, že faraon s opozicí zúčtoval tvrdě, protože co může být větším trestem, než znemožnit opozičníkům posmrtnou existenci.